# جوئل کارتر
جوئل کارتر (انگلیسی: Joelle Carter؛ زادهٔ ۱۰ اکتبر ۱۹۷۲) یک هنرپیشه اهل ایالات متحده آمریکا است.

## گزیدهٔ آثار

### سینما
- وفاداری بزرگ (۲۰۰۰)
- پای آمریکایی ۲ (۲۰۰۱)
- مرد کامل (۲۰۱۳)

### تلویزیون
- کنستانتین (۲۰۱۴)
- آناتومی گری (۲۰۱۱)
- مانک (۲۰۰۹)
- سی‌اس‌آی: میامی (۲۰۰۶)
- قانون و نظم (۱۹۹۶)